# Cruz de San Jorge (condecoración)
La Cruz de San Jorge (en ruso: Георгиевский крест) es una condecoración estatal de la Federación Rusa. Inicialmente fue establecido por el Imperio Ruso, donde se conoció oficialmente como la Condecoración de la Orden Militar de San Jorge, entre 1807 y 1913. La Cruz de San Jorge fue reinstalada en el sistema de premios ruso en 1992, luego de que fuera abolida en 1917 durante la era soviética.

## Historia (1807-1917)
Establecido en el decreto de febrero de 1807 del emperador Alejandro I, tenía la intención de recompensar el "valor inquebrantable" de los rangos inferiores (soldados, marineros y suboficiales) del ejército. El artículo cuarto del decreto ordenaba colgar la condecoración de la misma cinta que la Orden de San Jorge. Solo había una clase sin restricción en cuanto al número de premios por persona.
El primer soldado en recibir la Cruz de San Jorge fue un suboficial de caballería llamado Yegor Ivanovich Mitrokhin. Recibió el premio a la distinción en la batalla contra los franceses en Friedland.
La numeración de las cruces en el reverso se inició en enero de 1809. Por otro lado, ese mismo año también se inició un registro de los premios. En ese momento, ya se habían otorgado aproximadamente 10.000 cruces. Al comienzo de la guerra de 1812, la ceca había producido 16.833 cruces. Las estadísticas de premios durante los primeros años se detallan a continuación:
- 1812: 6.783 galardonados.
- 1813: 8.611 galardonados.
- 1814: 9.345 galardonados.
- 1815: 3.983 galardonados.
- 1816: 2.682 galardonados.
- 1817: 659 galardonados.
- 1818: 328 galardonados.
- 1819: 189 galardonados.

Un real decreto de 1856 dividió la condecoración en cuatro clases. Una persona recibía inicialmente la cuarta clase y posteriormente sería ascendida a clases más altas al realizar más actos de valentía; quien recibía las cuatro clases era llamado 'Caballero Completo de San Jorge'. La primera y la segunda clase estaban hechas de oro, mientras que la tercera y la cuarta estaban hechas de plata. La numeración del reverso comenzó de nuevo para cada clase de condecoración.
Un Real Decreto de 1913 oficializó el nombre de Cruz de San Jorge y se reanudó la numeración. En 1915, debido a la escasez de guerras, las condecoraciones de primera y segunda clase fueron hechas de oro de menor grado (60% de oro, 39,5% de plata y 0,5% de cobre). Las condecoraciones de tercera y cuarta clase se produjeron en el mismo 99% de plata. Hubo 26.950 cruces de primera clase (N.º 5531 a N.º 32.840) y 52.900 cruces de segunda clase (N.º 65.030 a N.º 12.131) producidos en oro de bajo grado. El número aproximado de Cruces de San Jorge otorgadas desde 1914 hasta 1917 fueron:
- 1° Clase: 33.000.
- 2° Clase: 65.000.
- 3° Clase: 289.000.
- 4° Clase: 1.200.000.

Se utilizó "1M" en el número de serie para indicar el número 1 millón. El 10 de septiembre de 1916, el Consejo Superior de Ministros aprobó un cambio en la Cruz de San Jorge que elimina el oro y la plata de su fabricación. Comenzaron a acuñar cruces de "metal amarillo" (JM) y de "metal blanco" (BM). Las cruces de primera y segunda clase, hechas de metal amarillo tenían las letras "JM" (ruso «ЖМ») sobre el número de serie, las cruces de segunda y tercera clase, hechas de metal blanco tenían las letras "BM" (ruso «БМ» ) encima del número de serie. El número de cruces producidas para cada clase en "JM" y "BM":
- 1° Clase JM: 10.000 (N.º 32.481 a N.º 42.480).
- 2° Clase JM: 20.000 (N.º 65.031 a N.º 85.030).
- 3° Clase MB: 49.500 (N.º 289.151 a N.º 338.650).
- 4° Clase MB: 89.000 (N.º 1.210.151 a N.º 1.299.150).

En 1917, el Gobierno Provisional cambió el estatuto de la cruz permitiendo su adjudicación a los oficiales subalternos. Cuando se otorgó como tal, se colocó un dispositivo de rama de laurel plateado en la cinta. La Cruz de San Jorge fue abolida después de la Revolución Rusa de 1917, la Orden de la Gloria la reemplazó nominalmente durante la era soviética.

## Restablecimiento de 1992
Tras la caída de la Unión Soviética en 1991, la Cruz de San Jorge fue reinstalada por decreto del Sóviet Supremo de Rusia N.º 2557-I del 20 de marzo de 1992. Sus criterios de adjudicación se modificaron dos veces, primero el 8 de agosto de 2000 por Decreto Presidencial 1463 y más recientemente por Decreto Presidencial 1099 del 7 de septiembre de 2010.
La Cruz de San Jorge se otorga a soldados, marineros, sargentos, suboficiales y suboficiales asimilados por hechos y distinciones en batalla en defensa de la Patria, así como por hechos y distinciones en batallas en el territorio de otros estados para mantener o restaurar la paz y la seguridad internacional con ejemplos reconocidos de valentía, dedicación y habilidad militar. Otorgado secuencialmente en cuatro clases desde la cuarta hasta la primera por actos de valentía posteriores.
La primera ceremonia de entrega de premios posterior a la restauración tuvo lugar en agosto de 2008 para los soldados que demostraron valentía y heroísmo durante el conflicto armado en Osetia del Sur. Ese día, el presidente ruso Dmitri Medvédev condecoró a 11 soldados y sargentos con la Cruz de San Jorge de 4° Clase, por el coraje y el heroísmo desplegados en el desempeño de sus deberes militares.

## Descripción de la condecoración
La moderna Cruz de San Jorge es prácticamente idéntica a la variante imperial. Es una cruz de 34 mm de ancho que se lleva en el lado izquierdo del pecho con otras medallas, el anverso tiene un medallón central con la imagen orientada a la derecha de San Jorge a caballo matando al dragón. El reverso del medallón central lleva el monograma cirílico de la Orden de San Jorge "SG" (en ruso: «СГ»). El reverso de los dos brazos laterales de la cruz lleva el número de serie del premio, el brazo izquierdo tiene una letra "N" en relieve en su extremo izquierdo. La clase de la cruz está grabada en el reverso del antebrazo, "1-я степ" para la primera clase, "2-я степ" para la segunda clase, "3-я степ" para la tercera clase y "4-я степ "para la cuarta clase.
Las cruces de primera y segunda clase están hechas de plata dorada, las cruces de tercera y cuarta clase están hechas de plata. Las cuatro cruces cuelgan de la montura pentagonal rusa estándar cubierta con una cinta de muaré de seda de 24 mm de ancho superpuesta de San Jorge. Se coloca un lazo hecho con la misma cinta a las cruces de primera y tercera clase para distinguirlas de los premios de segunda y cuarta clase.

Cuando no se usa la cruz, se usa una barra de cinta en el uniforme. La barra de cinta mide 8 mm de alto por 24 mm de ancho y lleva un número romano metálico dorado de 7 mm de alto que indica la clase del premio.

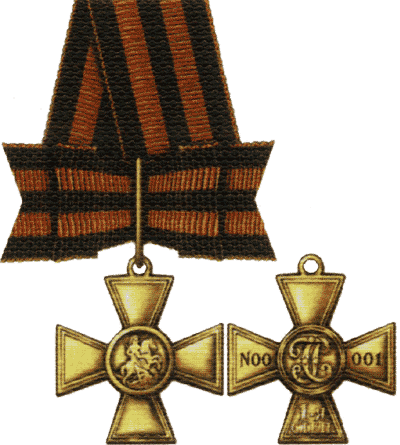
Cruz de San Jorge de 1° Clase
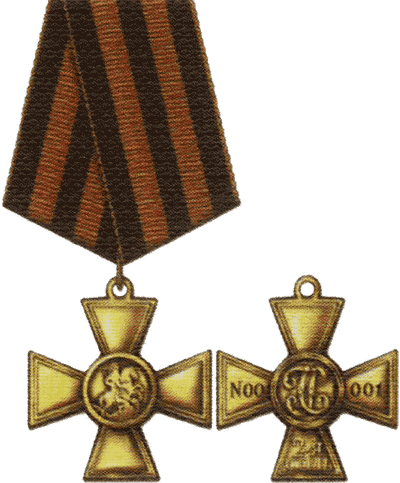
Cruz de San Jorge de 2° Clase
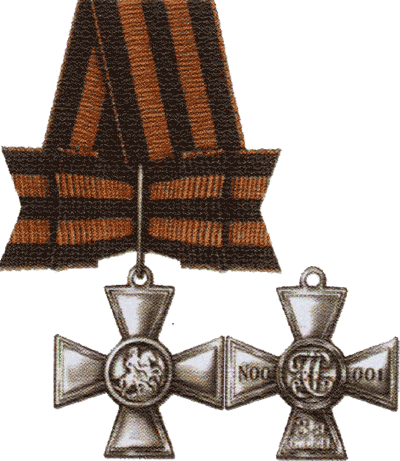
Cruz de San Jorge de 3° Clase
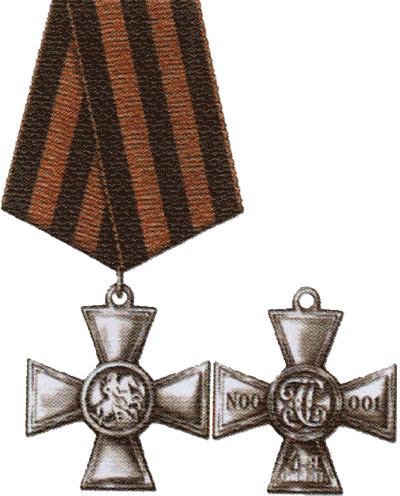
Cruz de San Jorge de 4° Clase

Cinta de la Cruz de San Jorge de 1° Clase
Cinta de la Cruz de San Jorge de 2° Clase
Cinta de la Cruz de San Jorge de 3° Clase
Cinta de la Cruz de San Jorge de 4° Clase